# Canton de Toulouse-Ouest
Le canton de Toulouse-Ouest est un ancien canton français situé dans l'arrondissement de Toulouse et le département de la Haute-Garonne.

## Histoire
Le canton de Toulouse-Ouest est créé au XIXe siècle. Il est supprimé par décret du 16 août 1973 lors de la création des cantons de Toulouse-I à XV.

## Composition
Le canton de Toulouse-Ouest possède une superficie de 119 km². 
Il est composé d'une fraction de la commune de Toulouse, située à l'intérieur d'un périmètre défini par l'axe des voies et limites suivantes : limites des communes de Blagnac, Colomiers, Tournefeuille, Cugnaux, Villeneuve-Tolosane et Portet-sur-Garonne, et rive gauche de la Garonne.
Il inclut également les communes de Beauzelle, Blagnac, Colomiers, Cugnaux, Mondonville, Portet-sur-Garonne, Tournefeuille et Villeneuve-Tolosane.

## Représentation

### Conseillers généraux
| Période      | Période                   | Identité                       | Étiquette     | Qualité |
| ------------ | ------------------------- | ------------------------------ | ------------- | --- |
| 1833         | 1848                      | Guillaume Viguerie (1779-1855) |               | Docteur en chirurgie |
| 1848         | 1852                      | Benoît Arzac                   |               | Propriétaire Conseiller municipal de Toulouse                                                                                               |
| 1852         | 1864                      | Christophe Roguet (1800-1877)  |               | Général de division |
| 1864         | 1870                      | Auguste Frédéric Lignières     |               | Propriétaire Ancien maire de Toulouse (1847-1848)                                                                                           |
| 1870         | 1871                      | Édouard Sabatier de la Cipière |               | Propriétaire et avocat Conseiller municipal de Toulouse                                                                                     |
| 1871         | 1880                      | Frédéric Monnié                | Républicain   | Négociant, ancien membre du tribunal de commerce de Toulouse                                                                                |
| 1880         | 1904                      | Isidore Féral (1854-1914)      | Rad.          | Adjoint au maire de Toulouse |
| 1904         | 1920 (décès)              | Bernard Marrot                 | Rad.          | Adjoint au maire de Toulouse Conseiller d'arrondissement                                                                                    |
| 1920         | 1928                      | Antoine Ellen-Prévot           | SFIO          | Professeur et journaliste à la Dépêche de Toulouse, puis industriel Député de la Haute-Garonne (1910-1919) Conseiller municipal de Toulouse |
| 1928         | 1941 (démission d'office) | Dominique Rieu                 | SFIO          | Industriel Adjoint au maire de Toulouse Révoqué par le Gouvernement de Vichy                                                                |
|              |                           |                                |               | |
| 1945         | 1966 (décès)              | Eugène Montel                  | SFIO          | Journaliste Député de la Haute-Garonne (1951-1966) Président du conseil général (1946-1966) Maire de Colomiers (1944-1966)                  |
| 20 mars 1966 | 1973                      | Alex Raymond                   | SFIO, puis PS | Directeur de sociétés Maire de Colomiers (1966-2001) Suppléant du député Jean Dardé (1967-1973) Député de la Haute-Garonne (1973-1986)      |

### Conseillers d'arrondissement
| Période                                  | Période      | Identité           | Étiquette        | Qualité                                                                                                  |
| ---------------------------------------- | ------------ | ------------------ | ---------------- | --- |
| 1833                                     | 1842         | Pascal Viguerie    |                  | Négociant à Toulouse                                                                                     |
| 1842                                     | 1848         | Prosper Gounon     | Légitimiste      | Négociant à Toulouse                                                                                     |
| 1848                                     |              | M. Joly            | Parti de l'ordre | |
|                                          |              |                    |                  | |
| 1877                                     | 1883         | Jean Jacques Savy  |                  | Médecin, maire de Cugnaux                                                                                |
| 1883                                     | 1898         | Félix Debax        | Républicain      | Maire de Blagnac (1884-1900)                                                                             |
| 1898                                     | 1904         | Bernard Marrot     | Radical          | Adjoint au maire de Toulouse                                                                             |
| 1904                                     | 1908 (décès) | Guillaume Lacaze   | Radical          | Négociant et propriétaire à Cugnaux                                                                      |
| 12 juillet 1908                          | 1913         | Jean Roumengou     | Radical          | Viticulteur, Président du comice agricole de l'arrondissement de Toulouse                                |
| 1913                                     | 1919         | Bertrand Clairet   | Radical          | Vétérinaire à Cornebarrieu                                                                               |
| 1919                                     | 1922         | Charles Brugait    | Radical          | Industriel, propriétaire à Toulouse, maire de Cugnaux (1919-1925)                                        |
| 1922                                     | 1940         | Jean-Marie Samazan | SFIO             | Conducteur de travaux à Toulouse                                                                         |
| 1940                                     |              |                    |                  | Les conseils d'arrondissement sont suspendus par la loi du 12 octobre 1940 et n'ont jamais été réactivés |
| Les données manquantes sont à compléter. |              |                    |                  | |